# Młynkowiec
Młynkowiec (Samków Potok)  – potok, prawy dopływ Cichej Wody Zakopiańskiej. 
Potok wypływa z położonego na wysokości 905 m źródła Zimnik znajdującego się poniżej Drogi pod Reglami, po zachodniej stronie wylotu Doliny Strążyskiej. Są to tereny należącego do zakopiańskiego osiedla Buńdówki. Potok spływa w kierunku północnym, początkowo przez łąki, potem przez Księży Las, na koniec przez zabudowane obszary osiedli Buńdówki i Skibówki. Na wysokości 832 m uchodzi do Cichej Wody.
Cały bieg potoku Młynkowiec znajduje się w Rowie Podtatrzańskim, część zasilających go wód pochodzi jednak z Tatr.
Górny bieg potoku ma nazwę Samków Potok.